# トウループジャンプ

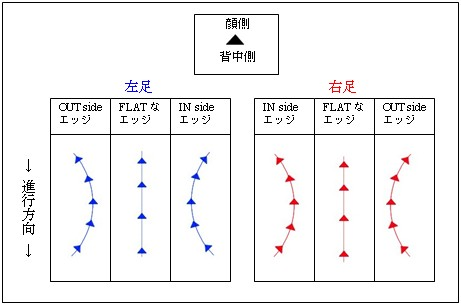
図1:エッジと進み方

トウループジャンプ（Toe loop jump）は、フィギュアスケートにおけるジャンプの種類のひとつ。単にトウループ、トウとも呼ばれ、また、トーループやトゥループのように記載されることも多い。メープスジャンプ(mapes jump)、チェリーフリップ(cherry flip)、日本ではチャーリーと呼ばれることもある。

## 解説
後ろ向きの右足（空中での回転の方向が反時計回りの場合。空中での回転が時計回りの場合は左足）のアウトサイドエッジに左足のトウを突いて跳ぶジャンプをトウループジャンプという。トウループジャンプは、ISU（国際スケート連盟）が認定する6種類のジャンプの中で最も難易度が低いとされており、基礎点も最も低く設定されている。
右足バックのアウトサイドエッジから、体の後ろに左足を突いてジャンプを跳ぶということは、氷の上でジャンプをするにあたってもっとも理に適った跳び方である。というのは、右足アウトサイドエッジの描く軌道により体は空中での回転と同じ方向に回転する力を受けることとなり、さらに、フリーレッグを軸足の後ろにクロスさせトウで支点を作る事によって、コンパスのように回転力が補助されるため回転力が得やすい。さらに、こうしてフリーレッグを後方、もしくはクロスする形にする事によって、体が回転方向に開く分、フリップ等よりも回転がしやすい。この回転力をより有効に得るために、スリーターンなどから入ることが多い。また、回転力を得やすいことから高いジャンプ力が要求される3回転以上のジャンプでは、トウでジャンプを補助できる分難易度が低く設定される。4回転のジャンプもこのトウループで行われることが多い。

## 歴史
- 1920年にアメリカのプロスケーターだったブルース・メープスが初めて跳んだのが始まりとされている。このときは1回転トウループジャンプであった。
- 1964年に同じくアメリカのトーマス・リッツが3回転トウループジャンプに成功。
- 1988年にカナダのカート・ブラウニングがオーバーターンながらも4回転トウループジャンプにISU公式大会で初成功した。
- 2018年にロシアのアレクサンドラ・トゥルソワが女子として初めて4回転トウループジャンプにISU公式大会で成功。